# Kovács Pál (politikus, 1963)
Kovács Pál (Karcag, 1963. január 14. –) magyar mérnök-hőfizikus, közgazdász, politikus, 2019 januárja óta a Paksi Atomerőmű kapacitásának fenntartásáért felelős államtitkár.

## Élete
Kovács Pál 1963-ban született Karcagon. Egyetemi tanulmányait 1982-ben kezdte a Moszkvai Energetikai Egyetemen „Atomerőművek és Berendezések” szakon, ahol 1988-ban szerzett mérnök-hőfizikusi diplomát, szakmai gyakorlatait 1984-től Pakson végezte. Hazatérve a Paksi Atomerőmű munkatársa lett, dolgozott osztályvezetőként, a műszaki vezérigazgató-helyettes műszaki titkáraként és kapacitás fejlesztési pályázat atomerőművi projektjének vezetőjeként, valamint a vezérigazgató műszaki titkáraként. Eközben 1991-től a Külkereskedelmi Főiskola közgazdász szakos hallgatója lett, 1993-ban szerzett oklevelet levelező szakon.
2004 és 2009 között az OECD Atomenergia Ügynökség (Nuclear Energy Agency – NEA) atomenergetikai szakértője volt, nemzetközi kutatás-fejlesztési projektek, ezen belül a IV. generációs szaporító reaktorok fejlesztésének támogatásával foglalkozott. 2009-től 2010-ig a Közlekedési, Hírközlési és Energiaügyi Minisztérium Energiagazdálkodási és Szabályozási Főosztályán dolgozott atomenergetikai szakértőként, majd a kormányváltást követően a Nemzeti Fejlesztési Minisztérium energetikai ügyekért felelős helyettes államtitkára lett. Helyettes államtitkárként az EU magyar elnökségét vezette az energetika területén.
2012 decemberében energetikáért felelős államtitkárnak nevezték ki. Nevéhez fűződik a Nemzeti Energiastratégia 2030 elfogadása, a paksi atomerőmű élettartam-hosszabbítása, az Oroszországgal kötött, a paksi atomerőmű bővítéséről szóló kormányközi megállapodás, valamint a Bátaapátiban működő kis- és közepes aktivitású végleges mélygeológiai radioaktív hulladéktároló létesítmény üzembe helyezése. 2012-től 2013-ig a Nemzetközi Atomenergia-ügynökség Kormányzó Tanácsának tagja, 2013-ban a testület alelnöke volt.
2014 júniusától az Energiaszabályozók Együttműködési Ügynöksége (Agency for the Cooperation of Energy Regulators – ACER) igazgatási tanácsának póttagja, valamint a Paksi Atomerőmű vezérigazgatói tanácsadója volt. 2017 májusában Süli Jánosnak, a Paksi Atomerőmű két új blokkjának tervezéséért, megépítéséért és üzembe helyezéséért felelős tárca nélküli miniszternek lett a kabinetfőnöke, majd 2019 februárja óta a Paksi Atomerőmű kapacitásának fenntartásáért felelős államtitkár.
2022. szeptember 1. napjától a Magyar Energetikai és Közmű-szabályozási Hivatal (MEKH) energetikáért felelős elnökhelyettese.
Oroszul, angolul és franciául beszél. Nős, két gyermek édesapja.